# میشتی
میشتی (انگلیسی: Mishti؛ زادهٔ ۲۰ دسامبر ۱۹۸۷) هنرپیشه اهل هند است.
از فیلم‌ها یا برنامه‌های تلویزیونی که وی در آن نقش داشته‌است می‌توان به گریت گرند مستی، بیگم جان، کلمبوس، کانچی: شکست‌ناپذیر و مانیکارنیکا اشاره کرد.